# Lăng Kiến Phúc

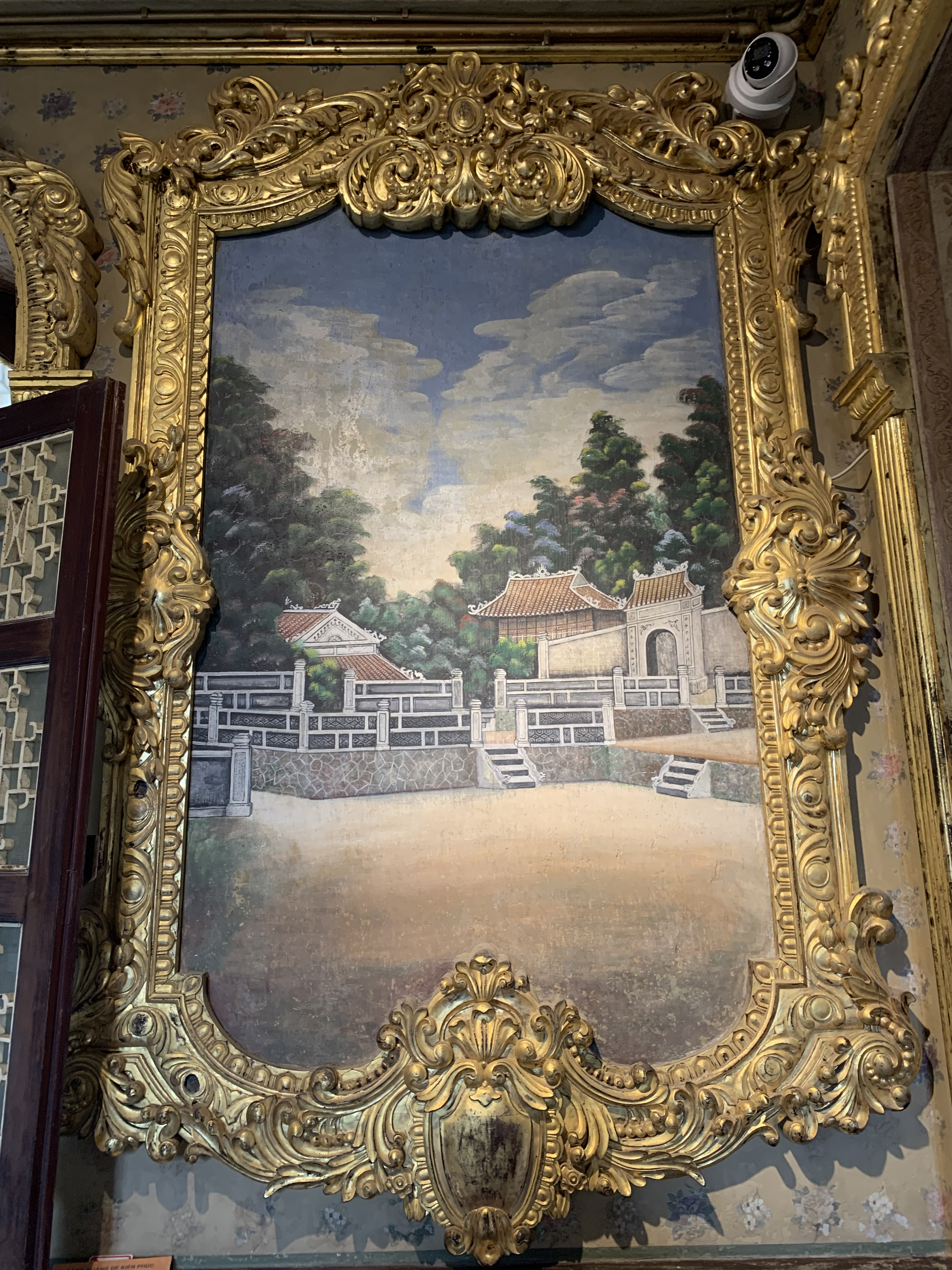
Tranh tường ở cung An Định, bên trái là Chấp Khiêm điện, ở giữa là Di Khiêm lâu và bên trái là cổng vào lăng mộ vua Kiến Phúc.

Lăng Kiến Phúc, hay Bồi Lăng (陪陵), là lăng tẩm của hoàng đế Kiến Phúc, vị hoàng đế thứ 7 của triều đại nhà Nguyễn trong lịch sử Việt Nam. Lăng tọa lạc tại phường Thủy Xuân, quận Thuận Hóa, thành phố Huế, bên tả ngạn hồ Lưu Khiêm, cùng phía với Khiêm Thọ Lăng, trong khuôn viên của Lăng Tự Đức.

## Quá trình xây dựng
Kiến Phúc lên ngôi ngày 2 tháng 12 năm 1883 do hai quan phụ chính đại thần là Tôn Thất Thuyết và Nguyễn Văn Tường đưa lên ngôi vua, đến ngày 31 tháng 7 năm 1884 thì qua đời, chỉ trị vì đất nước trong vòng 8 tháng. Khi băng hà, do ông mất đột ngột, triều đình nhà Nguyễn quyết định xây cất lăng mộ của ông ngay trong khuôn viên Lăng Tự Đức vì ông là một trong 3 người con nuôi của Tự Đức.
Đến năm 1884, khi vua Kiến Phúc băng hà, triều đình mới cho làm lăng này (nằm bên trái Chấp Khiêm Điện) và đưa thi hài của nhà vua đến đây an táng. Chấp Khiêm Điện vốn là nhà đọc sách của vua Tự Đức. Sau khi vua Kiến Phúc băng hà, nơi đây trở thành điện thờ bài vị vua Kiến Phúc.
Sau khi băng hà, ông được bồi táng tại đây và bài vị của ông được đưa vào trong Thế Tổ Miếu (hoàng thành Huế) với miếu hiệu và thụy hiệu là Giản Tông Nghị Hoàng đế.

## Kiến trúc

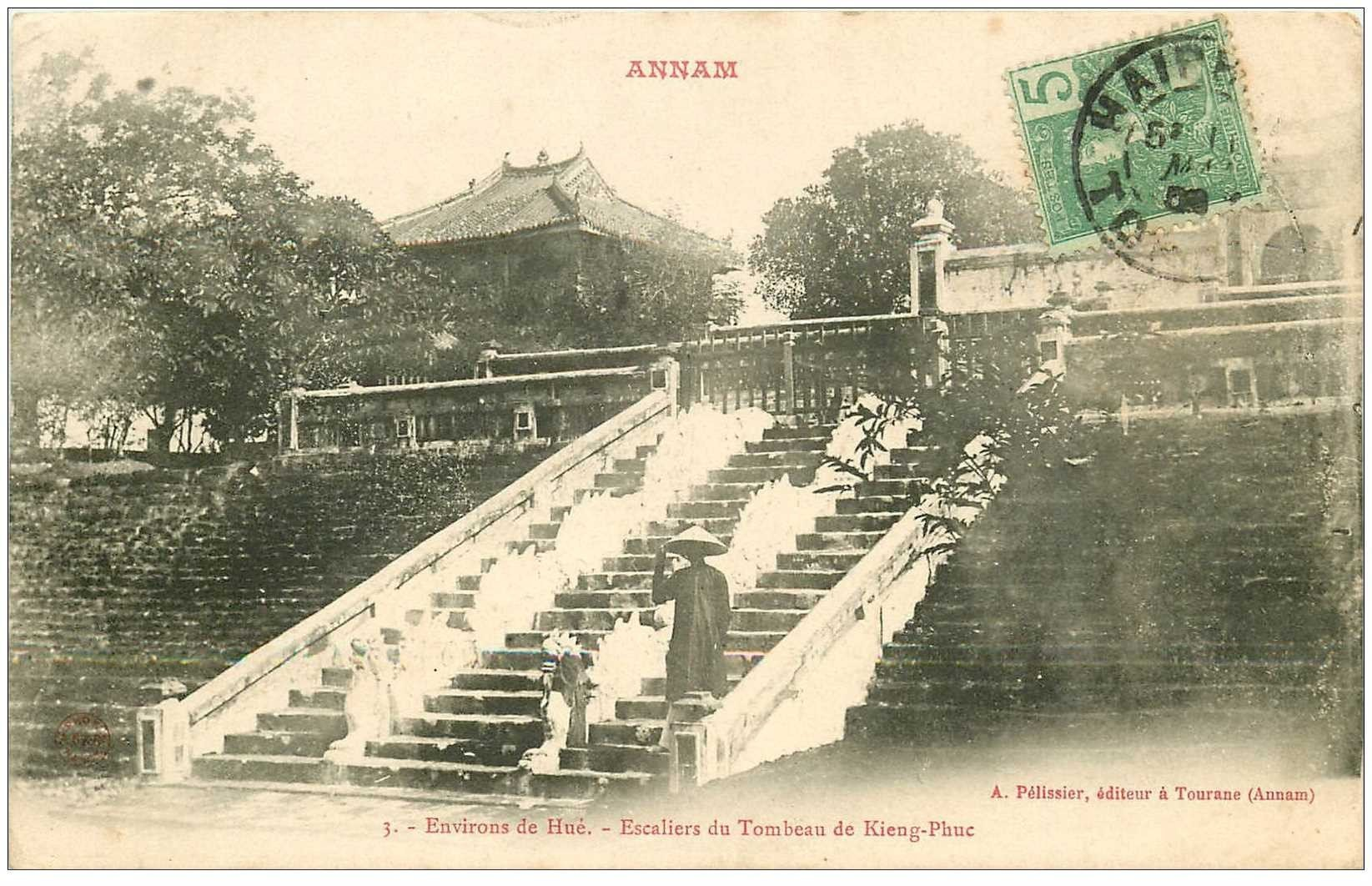
Bậc thang dẫn lên phần lăng mộ Kiến Phúc, phía bên trái là Di Khiêm Lâu (1908).

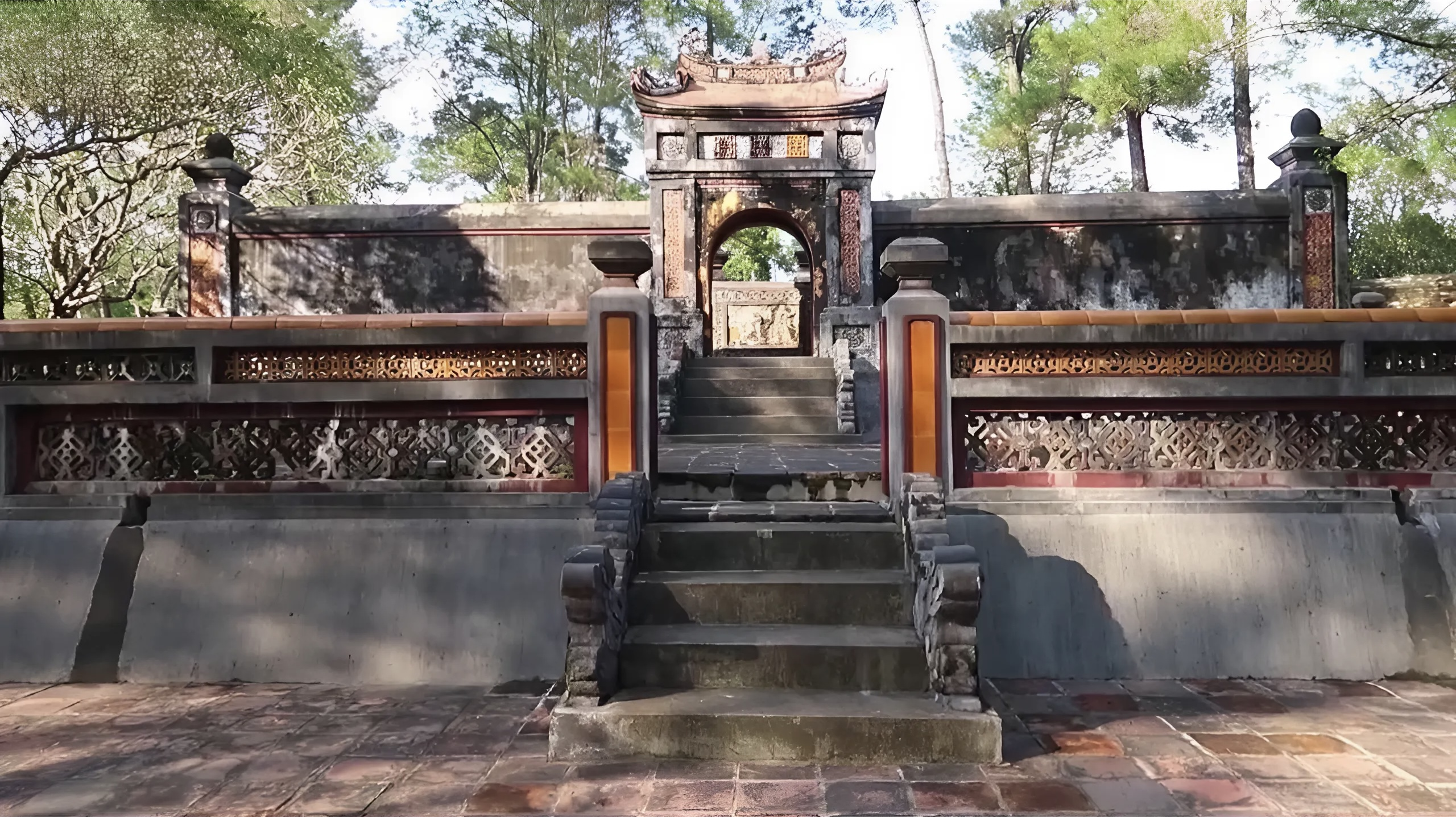
Phần lăng mộ vua Kiến Phúc

Lăng nằm ở bên tả ngạn hồ Lưu Khiêm, cùng phía với Khiêm Thọ Lăng. Bồi Lăng chia thành 2 phần: phần tẩm thờ và phần lăng mộ.  
Phần tẩm thờ sử dụng tòa Chấp Khiêm Trai (執謙齋), sau đổi thành Chấp Khiêm Điện, làm nơi thờ tự. Chấp Khiêm Điện được làm theo kiểu nhà kép “trùng lương trùng thiềm” nhưng cấu trúc đơn giản (mặt nền 16,3m x 10,8m), bên hữu còn có hành lang, nhà phụ. Phía sau điện có nền móng Di Khiêm Lâu (遺謙樓), đây vốn là tòa nhà 2 tầng (36 cột trụ, mặt nền 16,3m x16,3m), đặt trên nền cao 1,56m, có lối kiến trúc rất giống Minh Lâu ở lăng Minh Mạng là nơi vua Tự Đức đến ngắm cảnh, hóng mát. Hiện công trình này đã thành phế tích, chỉ còn lại nền móng. 
Phần lăng mộ có 3 tầng sân tế, 2 vòng tường thành, vòng ngoài 14,7m x 16,9m, cao 2,4m; vòng trong 10,2m x 8,2m, cao 1,8m. Bửu phong xây rất thấp, cao 0,37m, dài 2,7, rộng 1,4m, bên dưới là Huyền cung, quy cách xây dựng cũng được tư liệu ghi rõ.

## Hiện trạng
Lăng Kiến Phúc tuy có một vài phần đã bị xuống cấp nhưng nhìn chung vẫn còn khá nguyên vẹn so với các lăng tẩm của các vị hoàng đế khác của nhà Nguyễn, đặc biệt là về các họa tiết trạm khắc và kiến trúc.
So với các lăng mộ của hoàng đế nhà Nguyễn, lăng Kiến Phúc không có khuôn viên riêng (nằm trong quần thể kiến trúc lăng Tự Đức) và quy mô khá khiêm tốn. Do lăng nằm ở một vị trí khá khuất nên rất ít người để ý đến địa điểm này mỗi khi đến thăm lăng Tự Đức.